# عملة ليتوانية طويلة

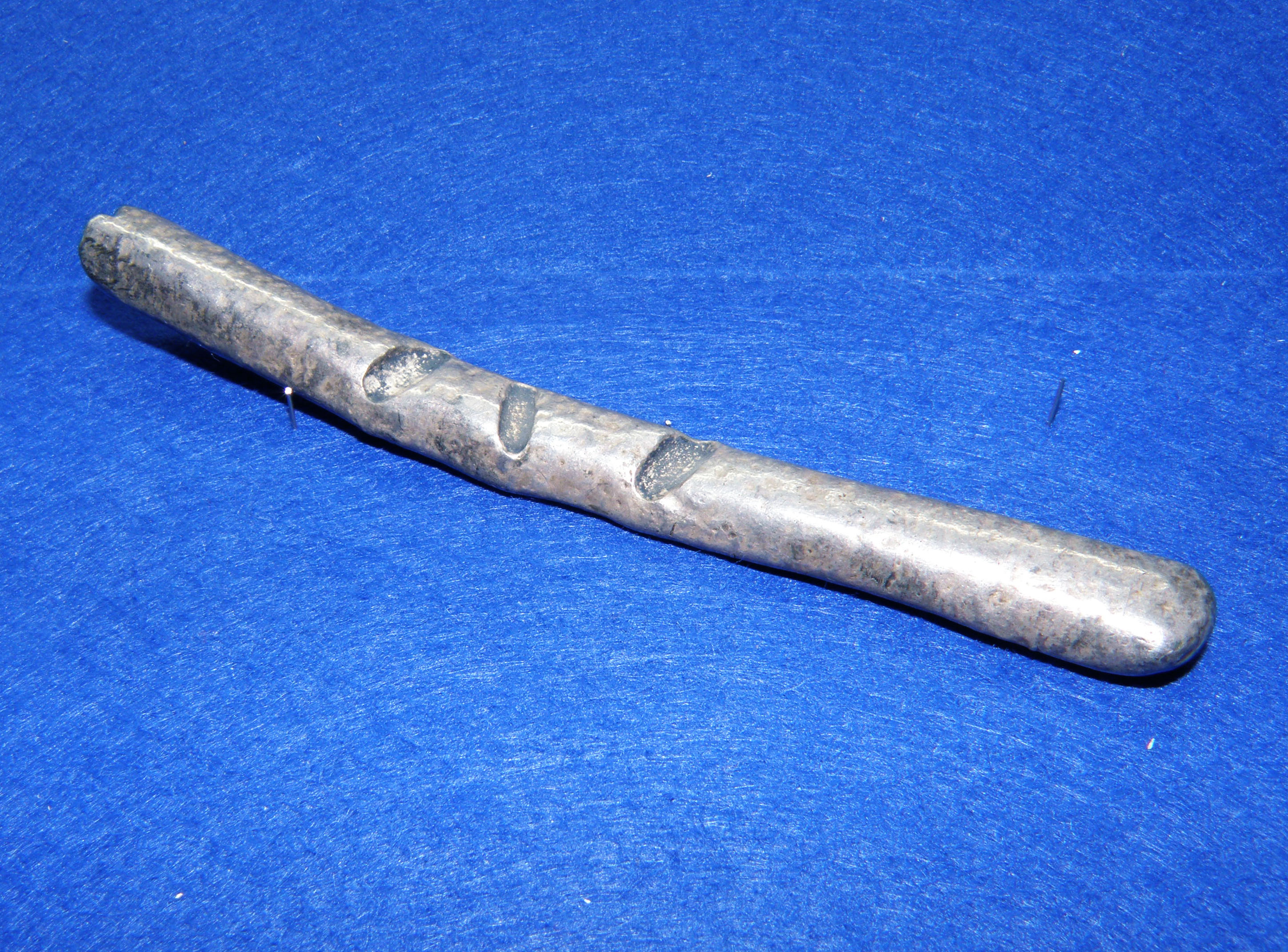
مثال على ليتواني طويل مع ثلاث علامات قطع

العملة الليتوانية الطويلة نوعًا من النقود التي استخدمتها قبائل البلطيق، وفي بدايات دوقية ليتوانيا الكبرى بين القرنين الثاني عشر والخامس عشر. كانت نقودًا سلعية على شكل سبائك فضية. غالبًا ما تكون قضبانًا نصف دائرية يبلغ طولها حوالي 13 سـم (5.1 بوصة) في الطول ووزنها بين 100 و 110 غ (3.5 و 3.9 أونصة). طُورت مراكز تجارية أخرى، ولا سيما كييفان روس وفيليكي نوفغورود، تُعرف نسختها الخاصة من هذه السبائك، باسم غريفنا أو غرزيونا. استُبدلت السبائك بعملات معدنية سُكت في منتصف القرن الخامس عشر.

## مصطلحات

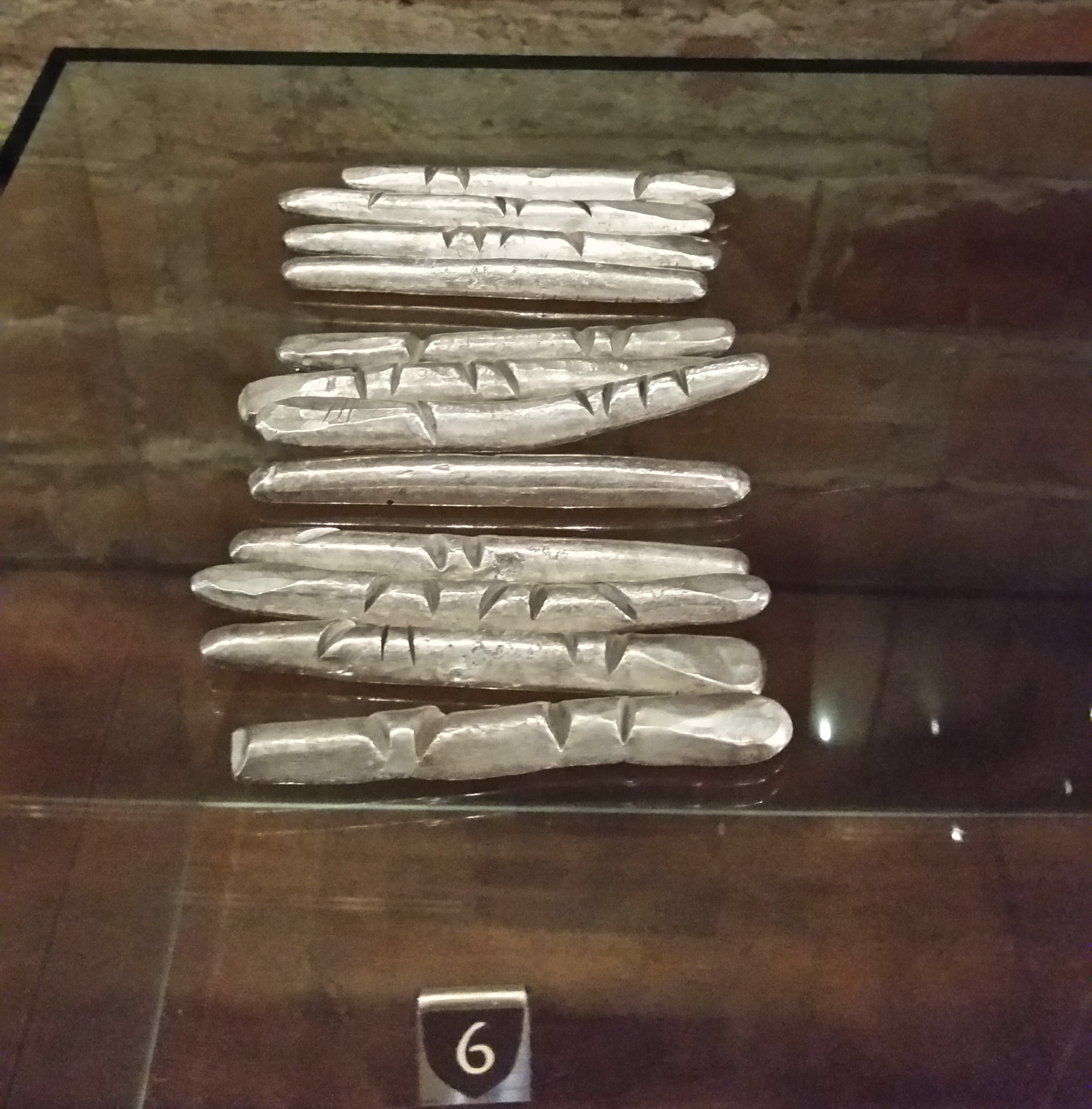
العملة الليتوانية الطويلة في متحف قلعة جزيرة تراكاي

ذَكر العملة بالفعل كل من تاديوش تشاكي (1800) وسيموناس داوكانتاس (1845). نشر بوفيلاس كارمازا في عام 1932، دراسة موسعة عن كنز عُثر عليه في ريبيسكي. قاس، وزن وصنف حوالي 400 قطعة من السبائك المصبوبة نصف الدائرية، اقتصر هذا العمل على هذا الكنز. كان جي فيدروف (1949) أول من حاول إنشاء نظام تصنيف وتضاريس للنتائج حتى الآن. لا يزال هذا العمل مرتبكًا وغير مكتمل. في عام 1981، نشر زينوناس دوكسا دراسة شاملة عن العملات المعدنية والسبائك التي تداولت قبل ظهور سك العملات المحلية. على الرغم من إجراء العديد من الاكتشافات منذ ذلك الحين، إلا أنها لا تزال العمل المرجعي القياسي حول هذا الموضوع.
تُعرف العملة بمجموعة كبيرة ومتنوعة من المصطلحات، ولا يوجد إجماع واضح بين الباحثين حول أي منها هو الأكثر ملاءمة:
- Ilgasis (جمع ilgieji): من الكلمة الليتوانية ilgas وتعني طويل.
- كابا: من كوبا، وحدة قياس تساوي 60.
- غريفينا: من السلافية grzywna
- روبليس: من الروبل السلافي. يُعرف نصف الروبل أيضًا باسم بولتينا.
- إزروج (Изрой): من النقش الموجود على أحد السبائك.

## أسلاف مزورة
نشأ اقتصاد قائم على الفضة في القرن التاسع. وبسبب افتقارهم إلى العملات المعدنية المسكوكة، طور الفايكنغ تجارة تعتمد على السبائك، باستخدام الفضة المقطوعة والسبائك. أقدم سبائك الفضة التي استُخدمت كعملة مزورة (كالتينياي ليدينياي). تداولت من القرن العاشر إلى أوائل القرن الثاني عشر وهي نادرة جدًا في ليتوانيا. واعتبارًا من عام 1981، عُثر على سبائك مزورة سبع مرات فقط داخل أراضي ليتوانيا. حدد عالم الآثار دوكسا ثلاثة أنواع فرعية: سوار حلزوني، سبائك شريطية وحزام شريطي.
الأساور الحلزونية مصنوعة من شريط فضي رفيع يلتف حول نفسه من ثلاث إلى سبع مرات. صُنعت هذه القطع بإتقان، ومزخرفة. لا يُعرف سوى مثال واحد من ليتوانيا (صورة توضيحية: دوكسا (1981)، اللوحة الثامنة عشرة). لا يُعرف متى وأين عُثر على هذا السوار، ولكنه محفوظ في المتحف الوطني لليتوانيا. يلتف الشريط حول نفسه 4.5 مرات. يزن 101.07 غرام (3.565 أونصة) يبلغ قياسها 5.8 سنتيمتر (2.3 بوصة) في القطر. هذه العناصر أكثر شيوعًا في جوتلاند، موجودة أيضًا في بولندا، ألمانيا (شليسفيج هولشتاين) وفنلندا. يعود تاريخها إلى القرن العاشر.
سبائك الشريط (žiediniai lydiniai) مصنوعة من شريط مستطيل أوسع (عرضه 1–1.2 سـم (0.39–0.47 بوصة)). وهي إما عصا مستقيمة أو أنبوب حلزوني صغير (صورة توضيحية: Vaitkunskienė (1981)، اللوحة 9). مصنوعة بشكل تقريبي، مع علامات واضحة على التزوير، وليست زخرفية. وهي أكثر شيوعًا في جوتلاند مع عدد قليل من القطع الأثرية المعروفة من جنوب السويد، بولندا ولاتفيا. يرجع تاريخها إلى القرن الحادي عشر. في ليتوانيا، عُثر عليها في خمسة مواقع: جوداي، منطقة مازييكياي (نوفمبر 1938، وصلت سبع قطع إلى المتحف، متوسط الوزن 114 غ (4.0 أونصة))، إيبيلتيس، منطقة كريتينجا (1927 أو قبل ذلك، يزن العنصر الواحد 101.65 غ (3.586 أونصة))، جونيسكيس (1958، خمسة عناصر، الوزن التقريبي 102 غ (3.6 أونصة))، راميغالا (1934 أو قبل ذلك، عنصر واحد منذ ذلك الحين فقد وزنه 92 غ (3.2 أونصة))، وروسينياي، مقاطعة كيداينياي (في عامي 1968 و1969، كان وزن أحد العناصر غير المكتملة 84.35 غ (2.975 أونصة)).
سبائك السوار (juostiniai lydiniai) تشبه إلى حد كبير السوار. لا يُعرف سوى مثال واحد من ليتوانيا (صورة توضيحية: Vaitkunskienė (1981)، اللوحة LXXVI): شريط مستطيل من الفضة مزين من الخارج بأخاديد ونقاط بارزة. عُثر عليه في قبر صائغ في غراوزياي، مقاطعة كيداينياي، أثناء حفريات أثرية في حقل دفن عام 1938. يزن 99.52 غ (3.510 أونصة). عُثر أيضًا على قطع مماثلة في بروسيا القديمة (برودزيكوفو، كيوتي، ولازين في بولندا الحالية) وفي ليفونيا (لاتفيا الحالية). لم يُعثر على قطع مماثلة في أي مكان آخر؛ لذا يعتقد علماء الآثار أنها كانت اختراعًا محليًا من بحر البلطيق. يعود تاريخها إلى النصف الأول من القرن الثاني عشر.

## العملة المصبوبة

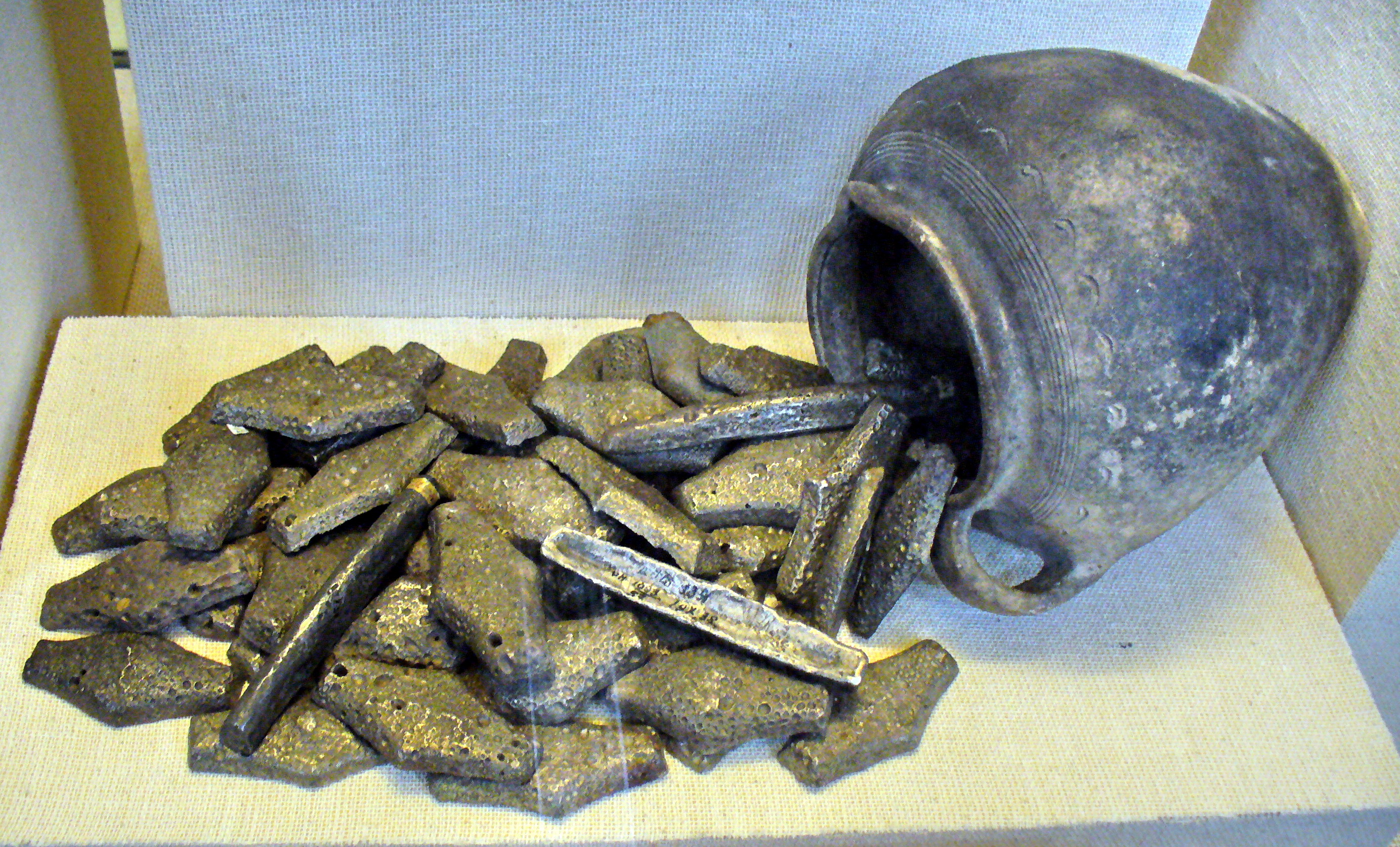
مجموعة من العملات المعدنية السداسية الشكل من كييف والقطع المعدنية على شكل قضيب من نوفغورود (متحف التاريخ الحكومي في موسكو)

انتشرت سبائك الفضة المصبوبة غير المنتظمة من حوالي القرن الحادي عشر إلى أوائل القرن الثاني عشر. لا يُعرف سوى مثال واحد من هذا القبيل من ليتوانيا، عُثر عليه عام 1938 في غراوزياي. في حوالي النصف الثاني من القرن 12، جفت إمدادات العملات المعدنية الأوروبية الغربية المسكوكة ولم تكن هناك سلطة مركزية في أوروبا الشرقية لتولي سك العملات. تُعرف هذه الفترة باسم "الفترة الخالية من العملات". ومع ذلك، احتاج التجار إلى وسيلة للتبادل. لذلك، طُور نظام محلي لسبائك الفضة المصبوبة. وبينما استُردت الفضة (لا توجد مناجم فضة في المنطقة؛ كانت منطقة التعدين الرئيسية في هارتس العليا في ألمانيا)، صبت السبائك محليًا. في البداية، أُنشأ نموذج شمعي. ثم طلائه بالطين وحرقه في فرن داخل حفرة من الطين أو الرمل. كان الشمع يذوب تاركًا قالبًا للسبيكة. سُكبت الفضة المنصهرة في القالب باستخدام مغرفة طينية خاصة. بعد أن برد القالب، كُسِر لإزالة السبيكة. لذلك، تُستخدم معظم القوالب لمرة واحدة فقط، مع وجود بعض الأمثلة المعروفة على سبائك صُبت باستخدام القالب نفسه. وبسبب هذه التقنية، لم يكتشف علماء الآثار أي أفران أو قوالب، بل فقط ملاعق طينية وأكواب صب.

### سبائك نصف دائرية
تُعدّ السبائك المصبوبة نصف الدائرية الأكثر شيوعًا. اعتبارًا من عام 1981، كان هناك حوالي 800 قطعة (حوالي 87 كـغ (192 رطل)) عُثر عليها في 40 موقعًا مختلفًا (22 في ليتوانيا، 5 في لاتفيا، 5 في منطقة كالينينجراد، 4 في بيلاروسيا، 2 في روسيا، 1 في أوكرانيا و1 في بولندا). اكتُشفت جميع السبائك التي عُثر عليها في ليتوانيا عن طريق الصدفة؛ فقط في عام 1985 عُثر على أول سبائك أثناء التنقيب الأثري في كيرنافي. ومنذ ذلك الحين جرت المزيد من الاكتشافات. مع اختراع أجهزة الكشف عن المعادن والارتفاع اللاحق لعلم الآثار غير القانوني، جرت اكتشافات جديدة سنويًا تقريبًا، نادرًا ما تدخل الدوائر الأكاديمية. جرى أكبر اكتشاف بواسطة مُزارع يحرث حقوله في ريبيسكي (الآن داخل فيلنيوس) في عام 1930. نهب السكان المحليون العديد من العناصر قبل أن يقوم بوفيلاس كارمازا بإجراء جرد. في المجموع، كان هناك حوالي 530 لونج ليتواني (سبائك مصبوبة نصف دائرية)، 9 جريفنات نوفغورود و19 جريفنات كييف - بوزن إجمالي يبلغ حوالي 60 كـغ (130 رطل).

### سبائك ثلاثية الحواف
سبائك ثلاثية الحواف هي نوع فرعي نادر ومتأخر من السبائك الطويلة الليتوانية. توجد كاملة أو مقطوعة إلى نصفين (تُعرف النصفان أيضًا باسم بولتينا). واعتبارًا من عام 1981، عُثر عليها في سبعة مواقع في مثلث بين كاوناس، فيلنيوس، أليتوس وفي كريتينجا. وفي المجموع، عُثر على 38 سبيكة - 5 كاملة و33 مقطوعة إلى نصفين. عُثر في عام 2002 على نصف سبيكة ثلاثية الحواف في القلعة السفلى في فيلنيوس. في عام 2010، عُثر على 52 سبيكة كاملة و4 أنصاف سبائك في غريغايتشياي بالقرب من ناوجوجي فيلنيا. في عامي 2004 و2007، حصل متحف النقود التابع لبنك ليتوانيا على نصفين من السبائك ثلاثية الحواف (ظروف اكتشافهما غير معروفة). أحدها مثير للاهتمام بشكل خاص لأنه يحمل علامة مضادة لما يبدو أنه تاج داخل حافة حبل دائرية. في عامي 2002 و2003، عُثر على أول سبائك ذات ثلاث حواف خارج ليتوانيا: 9 أنصاف في بالاتشاني (Палачаны) و10 أنصاف بالإضافة إلى شريط كامل في قرى ليتفا (Літва) في منطقة مالادزيخنا، بيلاروسيا.

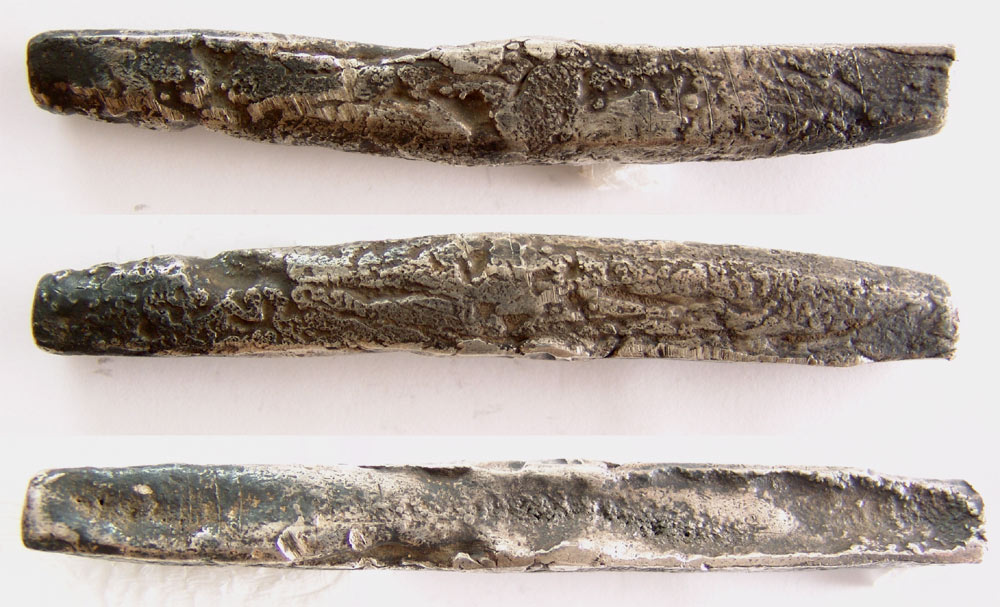
تتشابه عملة نوفغورود غريفن ذات الحواف الثلاثة مع عملة ليتوانيا غريفن ذات الحواف الثلاثة في العديد من أوجه التشابه.

غالبًا ما يُعثر على السبائك ذات الحواف الثلاثة مع أقدم العملات المعدنية التي سُكت في دوقية ليتوانيا الكبرى ومع عملات غروشن براغ - العملات المعدنية التي تداولت في أواخر القرن الرابع عشر وأوائل القرن الخامس عشر. كشف التحليل الكيميائي لثلاث من هذه السبائك أنها كانت ذات جودة عالية جدًا (محتوى الفضة بين 97.4٪ و 98.9٪ مع آثار من الذهب والنحاس). حلل متحف النقود النصفين اللذين بحوزته ووجد محتوى فضة بنسبة 91.5٪ و 97.7٪. كشف تحليل عام 2010 لنصف سبيكة محفوظة في متحف محلي في كيرنافي عن محتوى فضة بنسبة 97.05-97.11٪. اقترح الباحثون أن السبائك ذات الحواف الثلاثة ظهرت نتيجة لإصلاح نقدي استجابة لانخفاض جودة السبائك نصف الدائرية. من المرجح أيضًا عُدل الوزن ليتناسب مع غروشن براغ: 50 غروشن تزن حوالي 189 غ (6.7 أونصة).
تتشابه السبائك ذات الحواف الثلاثة كثيرًا مع الهريفنا ذات الحواف الثلاثة في نوفغورود، حدد عالم الآثار دوكسا ثلاثة اختلافات رئيسية:
1. الوزن: السبائك المثلثة الليتوانية أخف وزنًا (170.94–185.72 غ (6.030–6.551 أونصة)) من نظيراتها في نوفغورود (حوالي 190–200 غ (6.7–7.1 أونصة))
2. الشكل: السبائك الليتوانية أكثر سمكًا (1.8–2.1 سـم (0.71–0.83 بوصة) في الارتفاع) من نظيراتها في نوفغورود (1.2–1.7 سـم (0.47–0.67 بوصة))
3. العلامات: تفتقر السبائك الليتوانية إلى القطع أو الطوابع أو الكتابة أو العلامات الأخرى